# Chickasawhay River
Der Chickasawhay River ist ein etwa 340 km langer Fluss, der durch den US-amerikanischen Bundesstaat Mississippi fließt.
Er ist gemeinsam mit dem Leaf River der Hauptzufluss des Pascagoula Rivers, der aus diesen beiden Zuflüssen entsteht. Die Zuflüsse des Chickasawhay entwässern einen Teil des westlichen Alabamas. Dank des subtropischen Klimas in dieser Region beherbergt der Chickasawhay River eine für die Vereinigten Staaten ungewöhnliche Fauna und Florawelt. Dazu gehört die Gelbtupfen-Höckerschildkröte, eine seltene Schildkrötenart aus der Gattung der Höckerschildkröten.

## Verlauf
Der Chickasawhay River entsteht in der Nähe des Mississippi-Ortes Enterprise aus dem Zusammenfluss von Chunky River und Okatibbee Creek im Landkreis Clarke County. Der Fluss fließt von da aus durch die Landkreise Wayne und Green County. Im George County fließt der Fluss mit dem Leaf River zusammen und begründet damit den Pascagoula River.